# ヴンジョ語
ヴンジョ語（ヴンジョご、英: Vunjo）はバントゥー語群に属する言語である。話者はタンザニアのキリマンジャロ州に居住するチャガ族の人々である。

## 言語名別称
- Kivunjo
- Kivunjo-Chaga
- Kiwunjo
- Wunjo
- Wuunjo

## 方言
- Kiruwa
- Lema (Kilema)
- Mamba
- Marangu (Morang’u)
- Mwika